# Emmeline Ndongue
Emmeline Ndongue, née le 25 avril 1983 à Auxerre, est une joueuse française de basket-ball, évoluant au poste de pivot. Évoluant au sein de l'équipe de France, elle remporte le titre de championne d’Europe 2009 et la médaille d'argent aux Jeux olympiques de Londres.

## Biographie

### Les débuts
Joueuse dont les origines sont pluri-ethniques, son père est Camerounais et sa mère d'origine polonaise et allemande. Elle joue quatre ans en catégories jeune au club de Vauzelles (à Varennes-Vauzelles) et effectue son année de première au Lycée Mathias de Chalon-sur-Saône en section sports-études à cette époque là. elle rejoint assez tardivement, à l'âge de 16 ans, le club de Bourges. Elle y évolue avec les espoirs mais côtoie toutefois le groupe de l'équipe professionnelle: à l'époque, les équipes espoirs et professionnelles évoluent le même jour face aux mêmes adversaires.
Selon le président Pierre Fosset, « Bien sûr, elle est Bourguignonne. Mais c'est surtout un pur produit de notre filière de formation. On l'a détectée très jeune dans la Nièvre, du côté de Varennes-Vauzelles si je me souviens bien, et elle a joué dans toutes les équipes de jeunes du club. Autant dire qu'elle est un peu de chez nous, qu'elle personnifie un peu nos racines. Le public, dont elle est spontanément très proche, la perçoit d'ailleurs comme une joueuse du cru, ça ne trompe pas... » « Emmeline est aussi déterminée dans la vie que sur le parquet. Elle a su mener des études intenses, de mathématiques entre autres, de pair avec sa carrière. C'est toujours elle qu'on voyait plongée dans ses bouquins et ses cours dans le bus, dans l'avion, à l'hôtel. Très peu de sportifs y parviennent. Elle, elle l'a fait... »

### Carrière en clubs
En 2001, elle remporte officiellement un titre de vainqueure de l'Euroligue 2000-2001, troisième titre de son club dans cette compétition. Toutefois, elle ne participe pas au Final Four (finale à quatre) de Messine, sa seule participation à l'Euroligue durant la saison étant une rencontre face au Dynamo Moscou où elle capte un rebond en trois minutes dans une rencontre remportée 81 à 64 par ses couleurs. Durant cette saison, elle fait ses débuts en Ligue féminine de basket en disputant cinq rencontres pour une moyenne de 4,8 points.
Les trois années suivantes, elle continue d'évoluer avec les Berruyères. Lors de celles-ci sa moyenne de points est respectivement de 2, 4,1 et 5,4 points. Au niveau du rebond, ses statistiques sont de 1,5 puis 2,1 pour les saisons 2002-2003 et 2003-2004. Durant ces premières années à Bourges, elle continue toutefois ses études, obtenant finalement un DEUG de mathématiques. Ce diplôme constitue une possible reconversion, comme professeur de mathématiques. 
Mais elle ne répond pas totalement aux espoirs de ses entraîneurs, en particulier Pierre Vincent, arrivé au club à l'issue de la saison 2002-2003. Celui-ci lui reproche son peu de motivation apparente. « Lorsqu’il s’agissait de travailler la relation avec l’autre, ça m’allait. J’aime la complicité dans le jeu. Pour l’entraînement physique, j’étais moins enthousiaste… Mais j’étais obligée déclare-t-elle en fin de carrière. » Désireuse d'un temps de jeu plus important, elle rejoint le club de Aix-en-Provence dont le nouvel entraîneur est Sébastien Nivet, son ancien entraîneur chez les espoires. 
Ses débuts en équipe de France sont du même ordre, l’entraîneur Alain Jardel ne lui octroyant ainsi qu’un temps de jeu limité. Lors de sa première saison au club, en 2004-2005, le club ne parvient pas à se qualifier pour les demi-finales. La saison suivante, le club élimine Mondeville puis échoue en deux manches face à Bourges. Durant ces saisons, les statistiques de Emmeline Ndongue sont respectivement de 7,9 points et 2,6 rebonds, puis 9,9 et 3,2. Durant la dernière saison 2005-2006, elle prend une véritable dimension. Elle se voit confier la responsabilité du jeu intérieur au cours de la saison. Elle devient une joueuse dominante dans la raquette et impressionne même la grande vedette américaine Lisa Leslie lors de la finale de l’Eurocoupe qui la recommande pour sa franchise aux Sparks de Los Angeles pour la saison Women's National Basketball Association (WNBA). Cette finale européenne est finalement remportée par le club russe du Spartak région de Moscou qui l'emporte 80 à 65 
à Aix puis 72 à 66 lors du retour. Les statistiques de Ndongue durant la finale sont de 12 points, 14 rebonds et 4 contres lors du match aller, puis 11 points, 7 rebonds et 1 contre au retour. Sa nouvelle dimension  « Je m’en suis rendue compte lors de mes deux années à Aix. Deux années qui m’ont permis de prendre de l’ampleur, d’exploser. Grâce à Alain Weisz, je suis devenue la joueuse que je suis, enfin, que j’étais. »

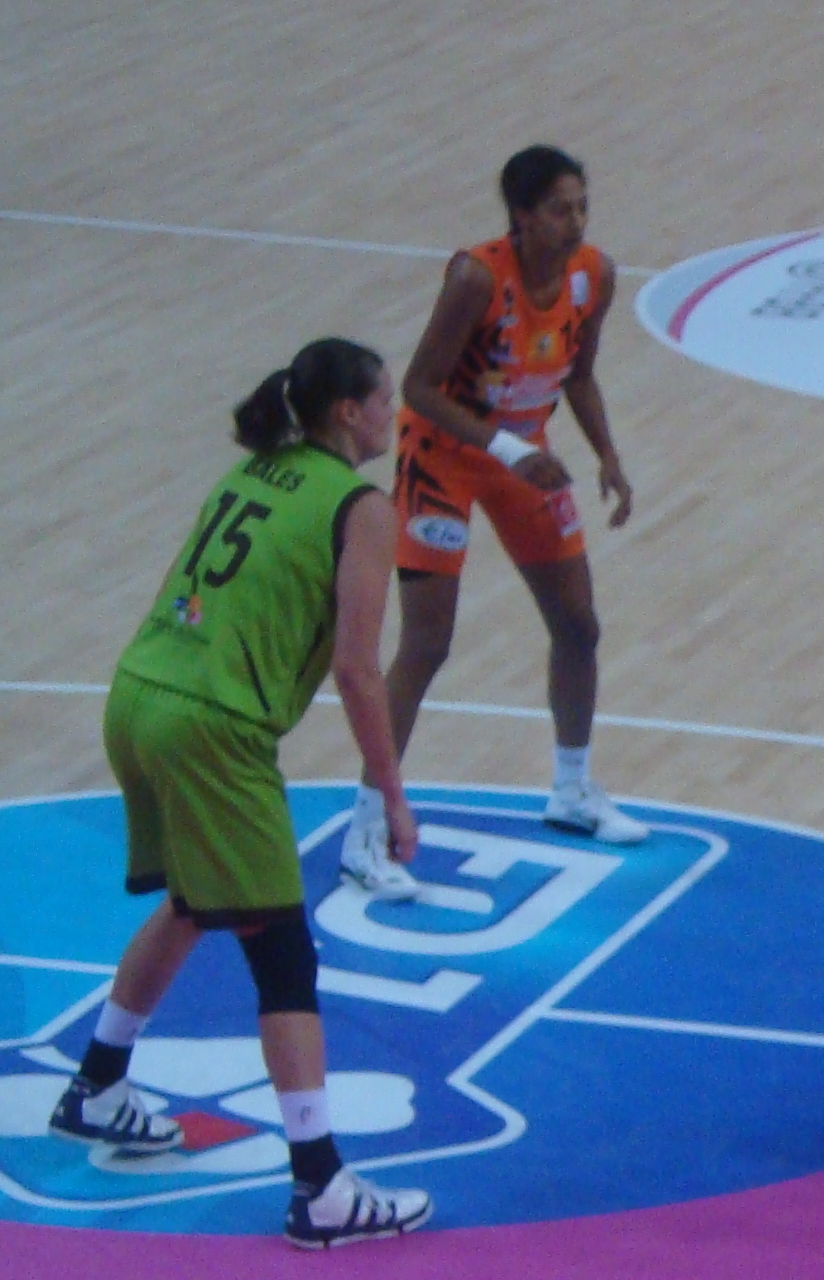
Face à Alison Bales.

Comme l'avait proposé Lisa Leslie, elle rejoint la franchise de Los Angeles. Lors de celle-ci, elle n’arrive pas à se faire sa place dans l’effectif, en partie en raison de son arrivée tardive dans l’effectif après la saison européenne. Elle dispute 17 rencontres, avec en moyenne 6,5 minutes, 1,2 point, 1,5 rebond et 0,47 contre. « Maintenant, je sais ce que c’est [la WNBA] et que je n’en veux pas. Je regrette un peu d’y être allée en spectatrice, et pas comme une morte de faim, avec l’envie de gagner ma place. Mais si c’était à refaire, je referais la même chose ».
Après deux saisons à Aix, elle retrouve son ancien club de Bourges. Celui-ci, qui vient de remporter les trois titres nationaux, doit reconstruire pratiquement tout son effectif, seules Céline Dumerc et Cathy Melain restant au club. Lors de la saison Euroligue, Bourges est la première équipe à battre le CSKA Samara, rencontre où Ndongue marque 15 points (meilleure marqueuse de son équipe), capte 9 rebonds et réussit 3 contres. Le club atteint le Final Four de la compétition, après avoir éliminé Mondeville puis le  TEO Vilnius. Lors de cette finale à quatre, disputée à Vidnoye, Bourges échoue face aux Espagnoles de Valence sur le score de 73 à 59, puis face aux Russes de Samara sur le score de 68 à 59 lors de la petite finale. Les statistiques de Ndongue lors de ces deux rencontres sont de 5 points et 2 rebonds puis de 3 points et 3 rebonds. En France, Bourges remporte le tournoi de la Fédération mais échoue lors des finales de la Coupe de France et championnat face à l'Union sportive Valenciennes Olympic. Les statistiques de Ndongue en Ligue Féminine de Basket son de 8,5 points, 2,8 rebonds pour une évaluation de 11,5.
Après un premier tour de Euroligue 2007-2008 terminé avec un bilan de 6 victoires pour 4 défaites, dont une victoire face au leader invaincu UMMC Iekaterinbourg lors de la dernière journée, Bourges atteint pour la seconde année consécutive le Final Four. Opposées aux Tchèques de Brno qui évoluent à domicile, les Berruyères s'inclinent en prolongation 90 à 81. Lors de cette rencontre, Ndongue marque 3 points et 4 rebonds. En France, Bourges réalise le triplé en reportant la coupe, le tournoi de la Fédération et le championnat. Lors de ce dernier, les Berruyères l'emportant face à Basket Lattes Montpellier Agglomération en deux manches.
Courtisée par des clubs étrangers, elle choisit de rester fidèle à Bourges : « Je n’ai aucun regret. J’ai eu des opportunités pour aller voir ailleurs, notamment en Russie, en Espagne, en Italie. Je serais plus à l’aise financièrement ! Quand on évolue dans un club comme Bourges, avec un tel staff, des installations nickel, une stabilité au niveau des entraîneurs, c’est une vraie sécurité. Et puis, il y a le public. »
Lors de la saison 2008-2009, Bourges échoue lors des quarts de finale face aux Hongroises de Sopron, en deux manches 65 à 68 à Bourges puis 63 à 70. Lors de cette dernière rencontre, Ndongue établit sa meilleure performance personnelle en termes de points avec 33, à 13 sur 19. Elle capte 5 rebonds et réussit 2 contres. Avec 1,3 contre, elle termine au sixième rang de cette catégorie statistique en Euroligue. Ses autres statistiques sur la saison sont de 10,3 points, 5,9 rebonds et 0,7 passe décisive. Bourges domine les compétitions françaises et remporte les deux titres mis en jeu : le championnat et la coupe.
Pour la première fois depuis le titre de Challes-les-Eaux Basket en 1993, le titre de Ligue féminine de basket n'échoit pas à Bourges ou Valenciennes. Les Berruyères s'inclinent en finale face aux Tarbaises qui remportent le premier titre de champion de France de leur histoire. Les Berruyères prennent ensuite leur revanche en triomphant en finale de la coupe de France face à ces mêmes Tarbaises sur le score de 67 à 62. Ndongue, avec 14 points à 4 sur 7, 9 rebonds, 3 passes et 3 interceptions, remporte le titre de MVP de la finale.
En 2011, Bourges termine premier de la saison régulière et Emmeline Ndongue est nommée MVP française.
Fin 2012, considérant la faible exposition du sport féminin dans les médias et son insuffisante reconnaissance dans la société malgré ses résultats sportifs, elle s'engage - tout comme Céline Dumerc et Endy Miyem avec le club de Bourges pour organiser les premiers états généraux du sport féminin en équipe. 
Elle décroche la troisième de l'Euroligue 2012-2013, rencontre où elle inscrit 10 points. En avril 2013, elle emporte un nouveau titre de championne de France avec Bourges.
En 2013-2014, elle accroche avec Bourges la quatrième place de l'Euroligue, jouant 18 matches pour 5,2 points, 3,9 rebonds et 0,9 passe décisive de moyenne.
Elle annonce sa retraite sportive à l'issue de la saison 2013-2014. Bourges remporte en 2014 sa huitième coupe de France face à Villeneuve-d'Ascq par 57 points à 48 grâce notamment à Emmeline Ndongue (14 points à 6/7, 8 rebonds).
Revenant sur sa carrière, elle déclare : « Je ne pouvais pas rêver mieux. C’est une carrière inattendue, car à aucun moment, que ce soit à 10 ou à 15 ans, je n’ai rêvé d’être basketteuse professionnelle. Ça s’est fait dans la continuité. Jamais je n’aurais espéré ou rêvé d’une telle carrière ! Faite de belles rencontres, avec de vrais amis, des souvenirs, des moments qui touchent. Je ne les oublierai pas. Ces moments permettent de se construire, d’être plus forte. » Mais malgré une retraite assez précoce, elle justifie son choix : « C’est bien qu’elle se termine comme ça. J’avais peur de faire la saison de trop, de devenir une aigrie du basket. Beaucoup de gens me demandent pourquoi j’arrête. Mais ils ne sont pas dans mon corps, pas dans ma tête ! J’ai parfois joué cette saison sans prendre de plaisir. »
Après sa retraite, elle se marie et réfléchit à sa reconversion étant diplômée en communication, 

### Sélection nationale
Elle débute avec l'équipe de France lors de l'année 2002. Elle dispute cinq rencontres amicales, la première ayant lieu le 10 août 2002 face au Japon, mais ne continue pas le reste de la campagne, l'entraîneur s'appuyant toujours sur l'équipe qui a été championne d'Europe, seule Lucienne Berthieu remplaçant Isabelle Fijalkowski qui a décidé de mettre un terme à sa carrière. L'année suivante, elle fait partie des trois nouvelles joueuses, avec Émilie Gomis et Élodie Godin à intégrer l'équipe qui dispute le championne d'Europe 2003. La France, après une défaite 79 à 66 en quart de finale face à la Russie, termine à la cinquième place. Pour sa première grande compétition, Emmeline Ndongue dispute les sept rencontres, pour des statistiques de 1,1 point et 1,9 rebond en 6,4 minutes. Ses meilleures performances sont 5 rebonds lors du premier match et 4 points face à la Yougoslavie. En 2004, elle retrouve de nouveau l'équipe de France qui, non qualifié pour les jeux, dispute une série de matchs amicaux. Elle dispute onze rencontres dont une victoire sur la Serbie-Monténégro sur le score de 83 à 59, rencontre où elle inscrit 8 points et est incorporée dans le cinq de départ à la suite de l'absence de Nathalie Lesdema. Elle participe à la qualification pour le championnat d'Europe 2005, qualification obtenue en cinq victoires sur six rencontres. Lors de cette dernière compétition, elle dispute 11,12 minutes par rencontre pour des statistiques de 3,9 points, 1,9 rebond et 0,2 passe décisive. La France, après une nouvelle défaite en quart de finale face à la Russie, termine place, place qui octroie également une place pour le championnat du monde 2006.
Lors de ce mondial disputé au Brésil, son temps de jeu est réduit à environ 9 minutes. Elle apporte 1,9 point et 1,4 rebond. La France termine de nouveau à la cinquième place, après une élimination sur le score de 79 à 66 face aux Australiennes, futures championnes du monde.
L'objectif des Françaises, désormais dirigées par Jacky Commères qui a pris la succession d'Alain Jardel, est une cinquième place lors du championnat d'Europe 2007 disputé en Italie. Après une défaite 66 à 62 face à la Lettonie en quart de finale, la France subit deux nouvelles défaites, face à la Lituanie et la Belgique, pour terminer à la huitième place. Ndongue dispute 20,4 minutes par rencontre pour des statistiques de 5,9 points, 4,4 rebonds et 0,3 passe.
Sandrine Gruda ayant choisi de privilégier sa carrière WNBA lors de la saison 2008, Ndongue prend une importance prépondérante dans la qualification pour le championnat d'Europe 2009. Lors de ces qualifications, elle termine meilleure marqueuse des Françaises avec 10,5 points, Elle apporte également 5,1 rebonds en 21 minutes.
Le championnat d'Europe 2009, disputé en Lettonie, présente de nombreuses équipes comme favorites: la Russie, l'Espagne et la Biélorussie, habituées du podium européen et la Lettonie qui évolue à domicile. La France, malgré quelques rencontres difficiles puis une victoire face aux Russes, affrontent les Grecques en quart dee finale. Les Françaises l'emportent difficilement sur le score de 51 à 49 pour obtenir le droit de rencontrer la Biélorussie en demi, rencontre remportée sur le score de 64 à 56. En finale, elles retrouvent pour la deuxième fois de la compétition les Russes. La France triomphe 57 à 53 et remporte son deuxième titre européen. Les statistiques de Ndongue lors de cette rencontre sont de 11 points et 4 rebonds en 27 minutes. Sur l'ensemble de la compétition, ses statistiques sont de 8,1 points, deuxième marqueuse française derrière Sandrine Gruda, 4,8 rebonds (troisième française) et 0,8 passe.
Elle est appelée par le sélectionneur national dans la sélection des douze joueuses retenues pour disputer le Mondial 2010. 
« En 2010, lorsque l’organisation de l’Euro 2013 a été attribuée à la France. » elle songe à sa retraite. « J’avais toujours pensé arrêter l’équipe de France vers 30 ans, puis finir par une ou deux saisons en club tranquilles. Je voulais stopper ma carrière internationale après les Jeux olympiques de Londres en 2012, mais mon chéri m’a dit que ça aurait été bien de disputer l’Euro en France. Donc, j’ai fait un an de rab. »
En l'absence de plusieurs intérieures, elle est un des piliers de cette équipe qui accroche la sixième place. Pour l'Euro 2011, le retour de Sandrine Gruda et Isabelle Yacoubou fait baisser son temps de jeu, mais l'ensemble permet à la France de dominer la plupart de ses adversaires dans le jeu intérieur. Elle se blesse hélas au tendon d'Achille au second tour face à l'Espagne.
Elle dispute les JO 2012.
Elle annonce avant la finale du championnat d'Europe 2013 son retrait de l'équipe nationale après cette dernière rencontre : « Je voulais arrêter après les Jeux mais cet Euro se déroulant en France, je me suis dit que ce serait dommage de ne pas profiter de cette magnifique ferveur populaire. »

### Style de jeu
Joueuse intelligente, dynamique et remarquable d'abnégation, elle excelle dans les tâches défensives étant à sa retraite parmi les cinq meilleures contreuses de l'Euroligue. Grande intensité et versatilité défensive : capable tout à la fois de gêner le shoot de l'intérieur adverse et de ramasser le ballon qui traîne par terre. Supérieurement mobile parmi les grandes, avantagée par son amplitude quand il s'agit d'ennuyer les petites, elle est susceptible de défendre sur les 3, 4 ou 5 adverses avec un même bonheur. Comme pour tous les grands défenseurs, c'est d'abord un moral à toute épreuve qui l'anime. A contrario, quelquefois effacée voire passive en attaque alors que de bons gestes et une belle fluidité lui permettraient peut-être de faire davantage.

### Reconversion
Depuis 2016, elle est aussi consultant pour SFR Sport et RMC. Elle commente des matchs sur SFR Sport 2 et participe à l'émission Basket Time sur RMC.
En 2017, elle devient « ambassadrice éducation » dans  le cadre de Paris 2024.

## Vie personnelle
En mars 2015 , elle est candidate aux élections départementales du Cher dans le canton de Saint-Doulchard en binôme avec le maire divers gauche de La Chapelle-Saint-Ursin, Yvon Beuchon. Le duo se qualifie au second tour, mais n'obtient que 49,86 % des voix face à la liste de droite.

## Club
- 1995-1999 :  ASA Vauzelles
- 1999-2004 :  CJM Bourges
- 2004-2006 :  Aix-en-Provence
- 2006-2014 :  CJM Bourges

### WNBA
- Été 2006 :  Sparks de Los Angeles

## Palmarès

### Club
- Euroligue 2001
- Eurocoupe 2006

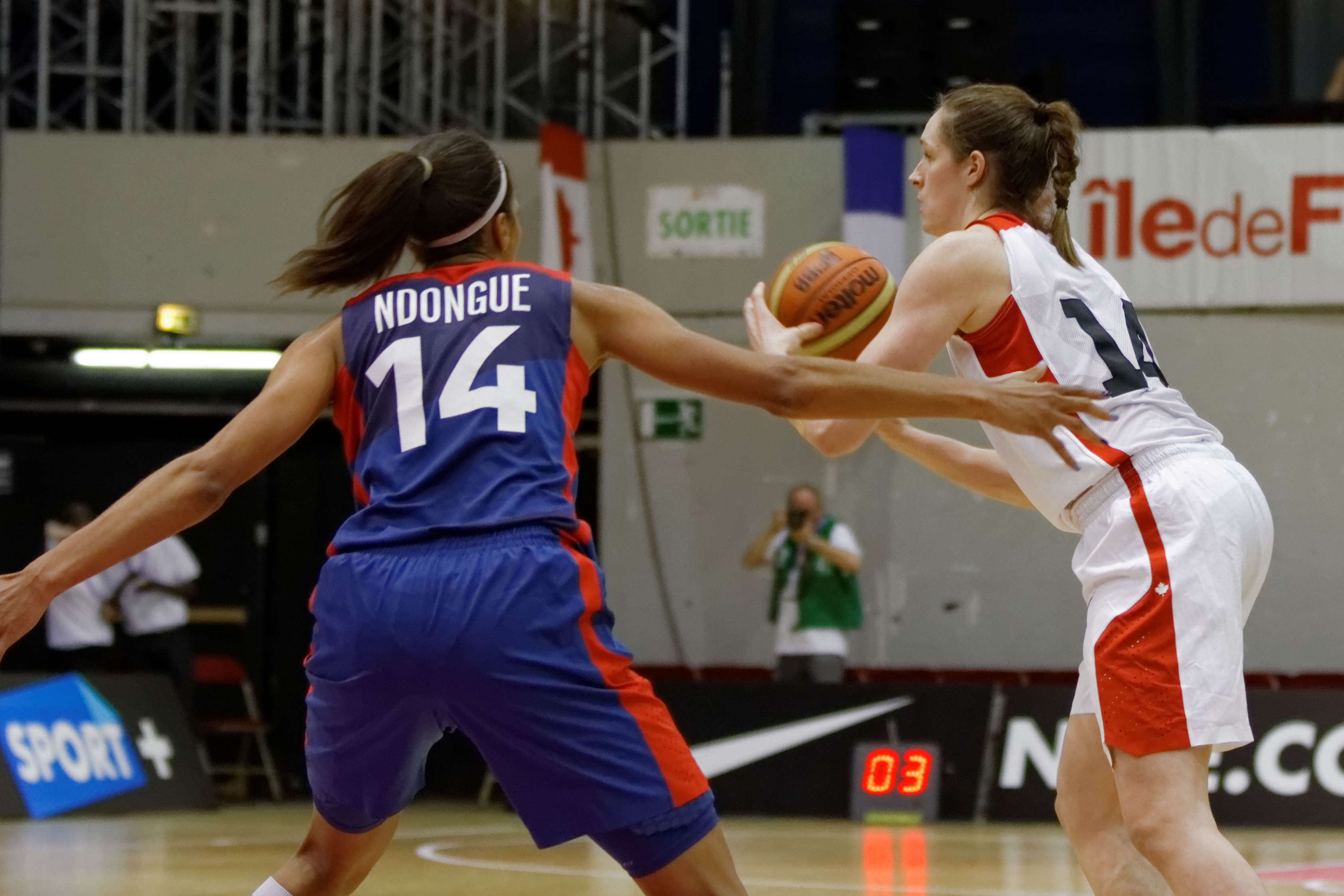
En défense dans une rencontre face au Canada.

- Championne de France : 2008, 2009, 2011, 2012, 2013[25]
- Coupe de France : 2008, 2009, 2010, 2014
- Tournoi de la Fédération 2001, 2007, 2008
- Troisième de l'Euroligue 2012-2013[24]
- Quatrième de l'Euroligue 2013-2014

### Sélection nationale
- Médaille d'argent aux Jeux olympiques 2012 de Londres
- 5e au championnat du monde 2006
- 3e au championnat d’Europe 2011[42]
- Championne d’Europe 2009 à Rīga (Lettonie)
- Médaille d'argent au championnat d'Europe 2013 en France
- 5e au championnat d'Europe 2005 en Turquie
- 5e au championnat d'Europe 2003 en Grèce

Son palmarès dans les compétitions de jeunes est :
- championnats d'Europe espoir 2003

### Distinctions personnelles
- Désignée MVP de la finale Coupe de France 2010
- Participation au All-Star Euroligue 2010
- MVP de la saison régulière 2011
- Chevalier de l'ordre national du Mérite (décret du 31 décembre 2012)[43]